# Göker
Göker ist ein türkischer männlicher Vorname und Familienname mit der Bedeutung „der Blauäugige“, gebildet aus den Elementen gök (Himmel) und er (Mann, einfacher Soldat).

## Namensträger

### Familienname
- Mehmet Göker (* 1979), deutsch-türkischer Unternehmer
- Samet Göker (* 1994), türkischer Fußballspieler
- Turhan Göker (1930–2022), türkischer Leichtathlet